# 당나귀
당나귀(영어: donkey 또는 ass, Equus africanus asinus, 문화어: 하늘소)는 말과의 동물이다. 몸높이 1~1.6m, 몸무게 100~480kg 정도이다. 여러 가지 면에서 말과 유사하다. 털은 회색인데 등을 따라 검은 선이 있다. 또한 귀가 길고 다리가 짧으며 꼬리 끝부분의 털이 길다. 가축화된 당나귀는 선택 교배를 통해 크기·색·털 길이가 다양해졌다. 성장이 빨라 만 3년 6개월(말은 4년)에 발육이 끝난다. 임신기간은 평균 364일로서, 말보다 약 1개월 정도 길다. 수컷은 생식력이 왕성하여 5-6개월의 종부기간을 통해 매일 8-10회의 종부 능력이 있다.
체질은 강하며 거친 음식에 잘 견디고, 수분이 적고 냉혹한 지역에도 잘 적응한다. 질병에 대한 저항력이 강하고, 체격에 비해 힘이 세고 지구력이 강해 사역용·운반용으로 이용된다. 또한 말보다 느리고 안전한 동물로서 교통 수단으로 이용됐다. 당나귀 수컷과 암말을 교배하여 나온 것이 노새이며, 당나귀 암컷과 수말을 교배하여 나온 것이 버새이다. 예전에는 야생당나귀도 많았으나 지금은 거의 대부분 멸종되었다. 그 예로 시리아들당나귀를 들 수 있다.
미국 민주당의 상징이기도 하다. 당나귀는 아시아, 남아메리카 등 넓은 지역에 분포되어있다. 식생은 보통 풀, 수피, 나뭇잎 등이 있으며, 당근이나 고구마, 호박, 오이 등 각종 채소류도 먹는다.

## 같이 보기
- 노새
- 버새

## 참고 자료
- 이 문서에는 다음커뮤니케이션(현 카카오)에서 GFDL 또는 CC-SA 라이선스로 배포한 글로벌 세계대백과사전의 내용을 기초로 작성된 글이 포함되어 있습니다.